# Toyota Caldina
Der Toyota Caldina war ein Kombi und wurde von Toyota von 1992 bis 2007 nur für den japanischen Markt hergestellt. Er ersetzte den Carina Surf.
Der Caldina wurde von Toyota nie offiziell exportiert, aber wegen seines Allradantriebes und seiner großen Ladekapazität ist er als Gebrauchtwagen im ländlichen Südamerika und Russland für die staubigen Straßen von Bolivien oder im östlichen Russland beliebt. Diese Fahrzeuge wurden auf Linkslenkung umgebaut.

## Erste Generation (1992–1997)
Der ursprüngliche Toyota Caldina waren der 5-türige Kombi und der 5-türige Kastenwagen des japanischen Corona. In Europa wurde das Modell leicht verändert als Toyota Carina E verkauft.

Der Kombi hatte einzeln an Federbeinen aufgehängte Hinterräder, während der Lieferwagen eine an Blattfedern aufgehängte Starrachse besaß.

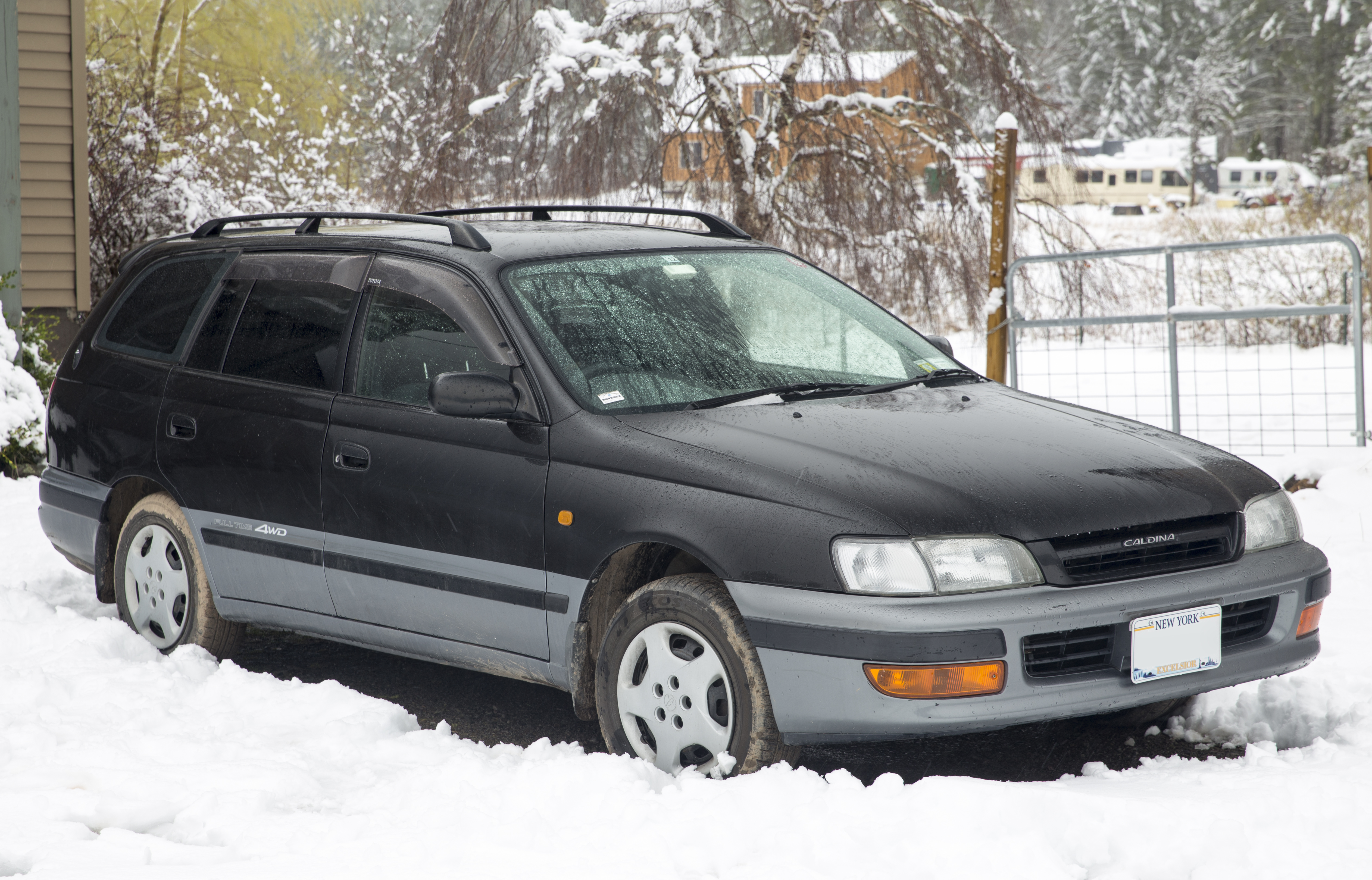
Toyota Caldina 4WD (Facelift 1996)
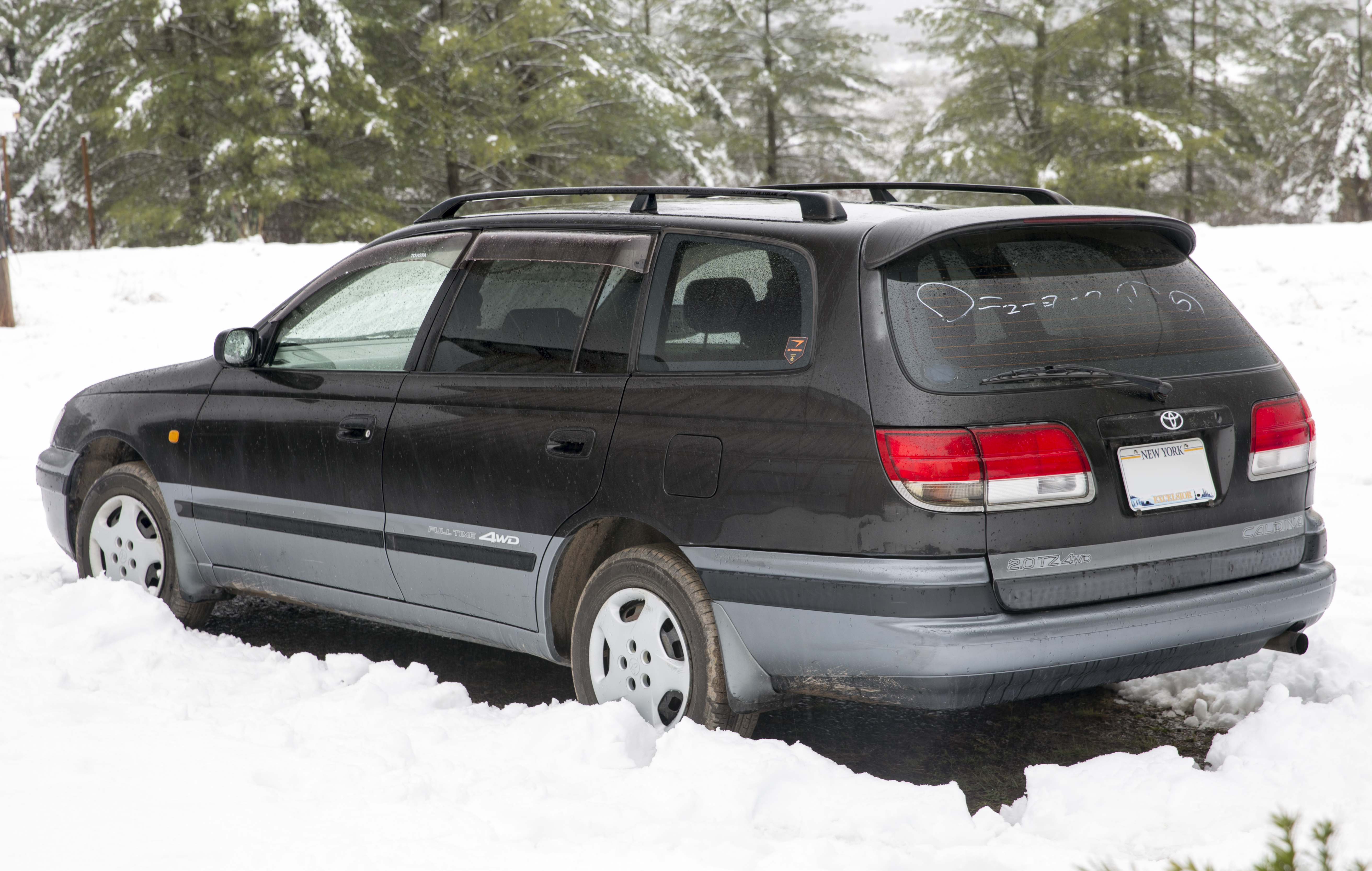
Heckansicht
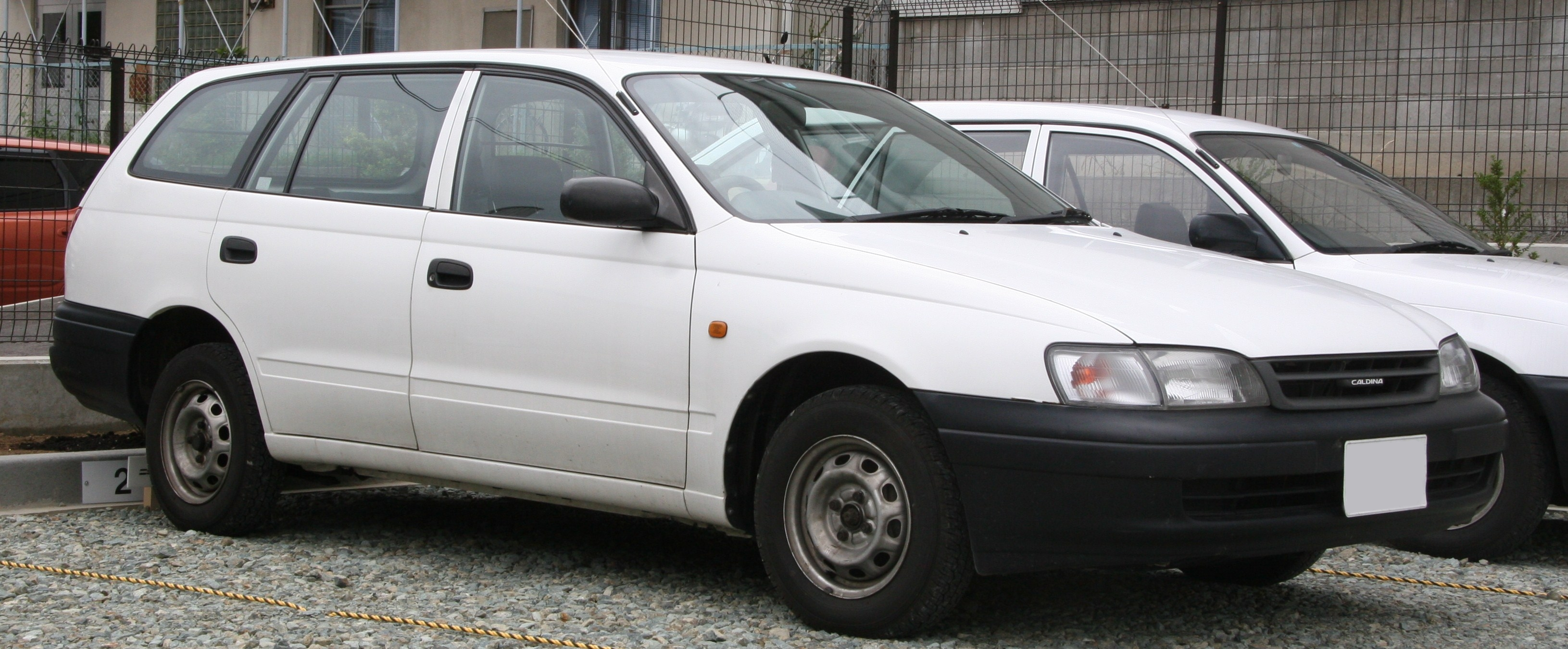
Toyota Caldina Van
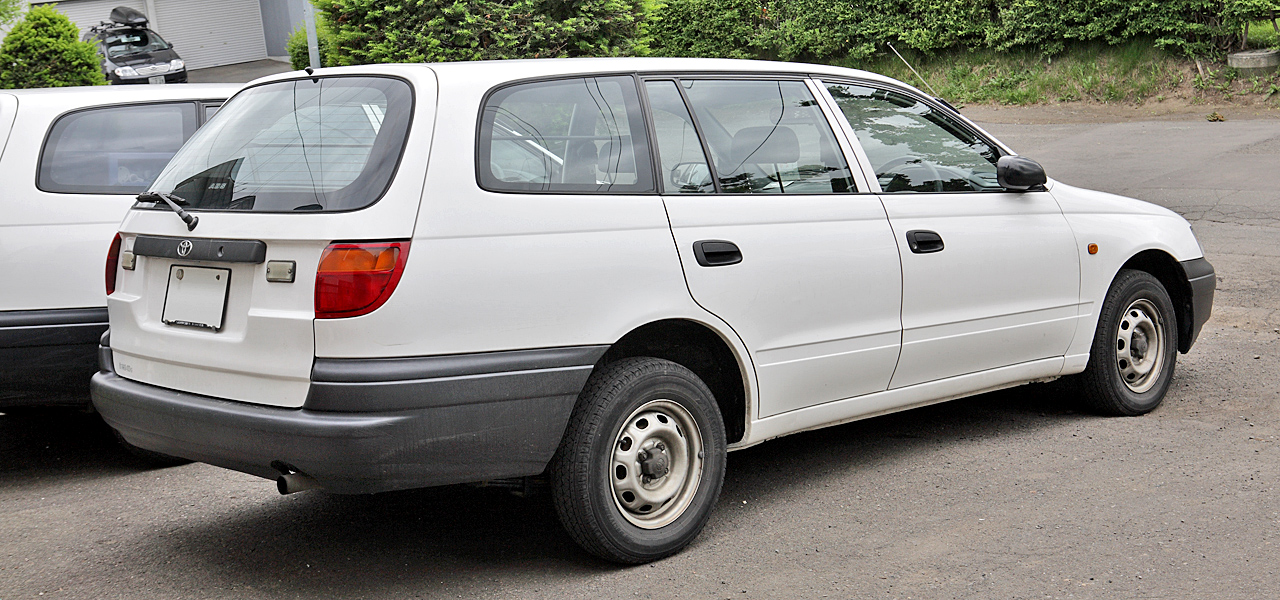
Heckansicht

## Zweite Generation (1997–2002)
Seit 1997 war der Caldina, der sein Fahrwerk mit den Modellen Toyota Allion und Toyota Premio teilte, die japanische Kombiversion des Avensis.
Die Modelle mit Allradantrieb hatten den internen Code ST215 und wurden als Active Sports GT mit 3S-GE-Motor angeboten. Das Spitzenmodell GT-T hatte den turboaufgeladenen 3S-GTE-Motor der 4. Generation und ein Allradantriebssystem ähnlich dem des Celica GT-Four. Den GT-T gab es auch mit elektronischer Stabilitätskontrolle (VSC). Da er nur 1.470 kg wog, bot er die gleichen Fahrleistungen wie der Subaru-Impreza-WRX-Kombi und erreichte 100 km/h aus dem Stand in 7,0 s. Ein kleines Facelift bescherte dem Caldina 2000 neue Stoßfänger, Front- und Rückleuchten sowie eine neue Innenausstattung.

Die Motoren für die günstigeren Modelle waren der 1,8-l-R4-Motor 7A-FE, der 2,0-l-R4-Motor 3S-FE und der 2,2-l-R4-Turbodieselmotor 3C-TE.

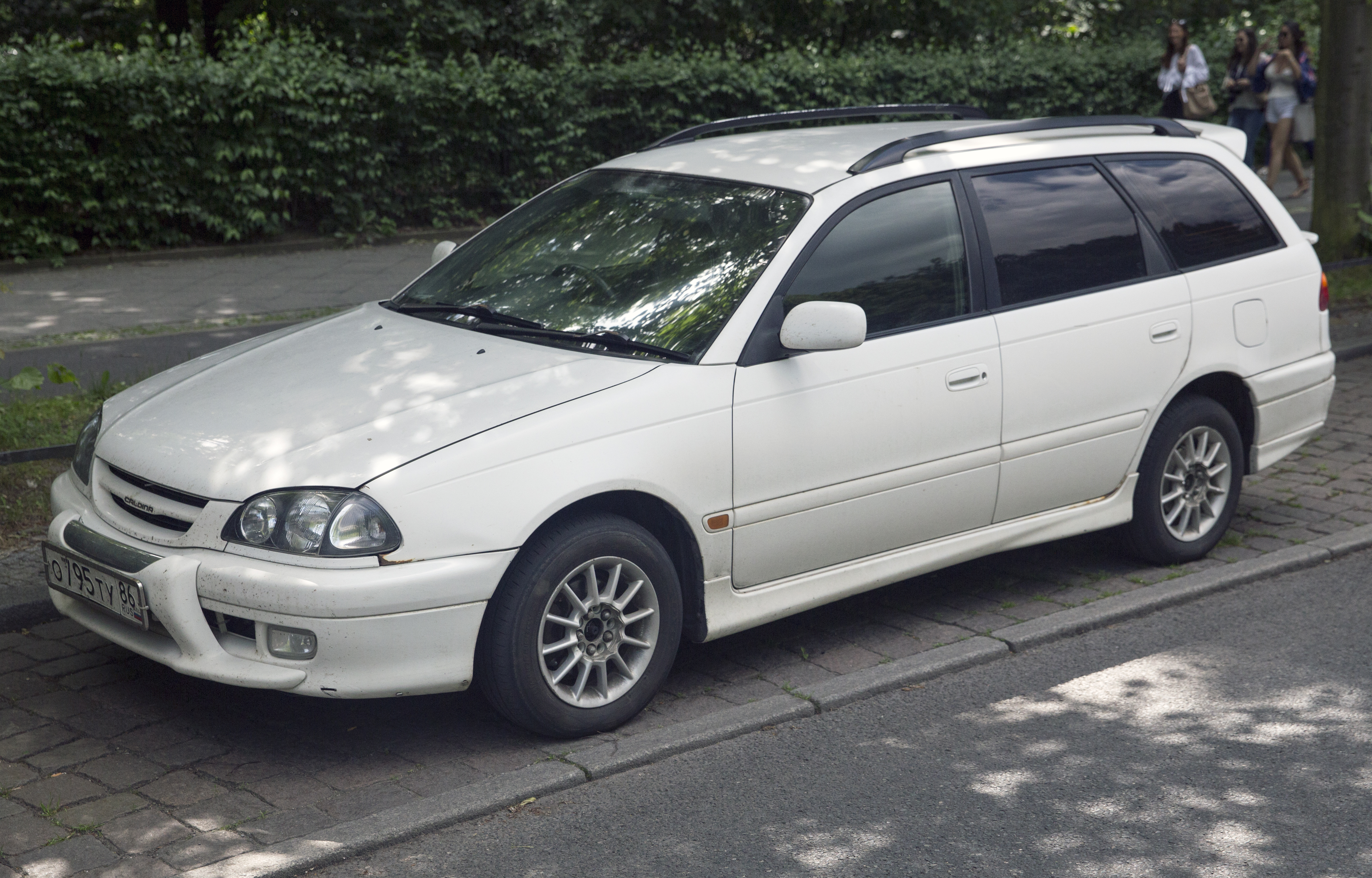
Toyota Caldina 4WD
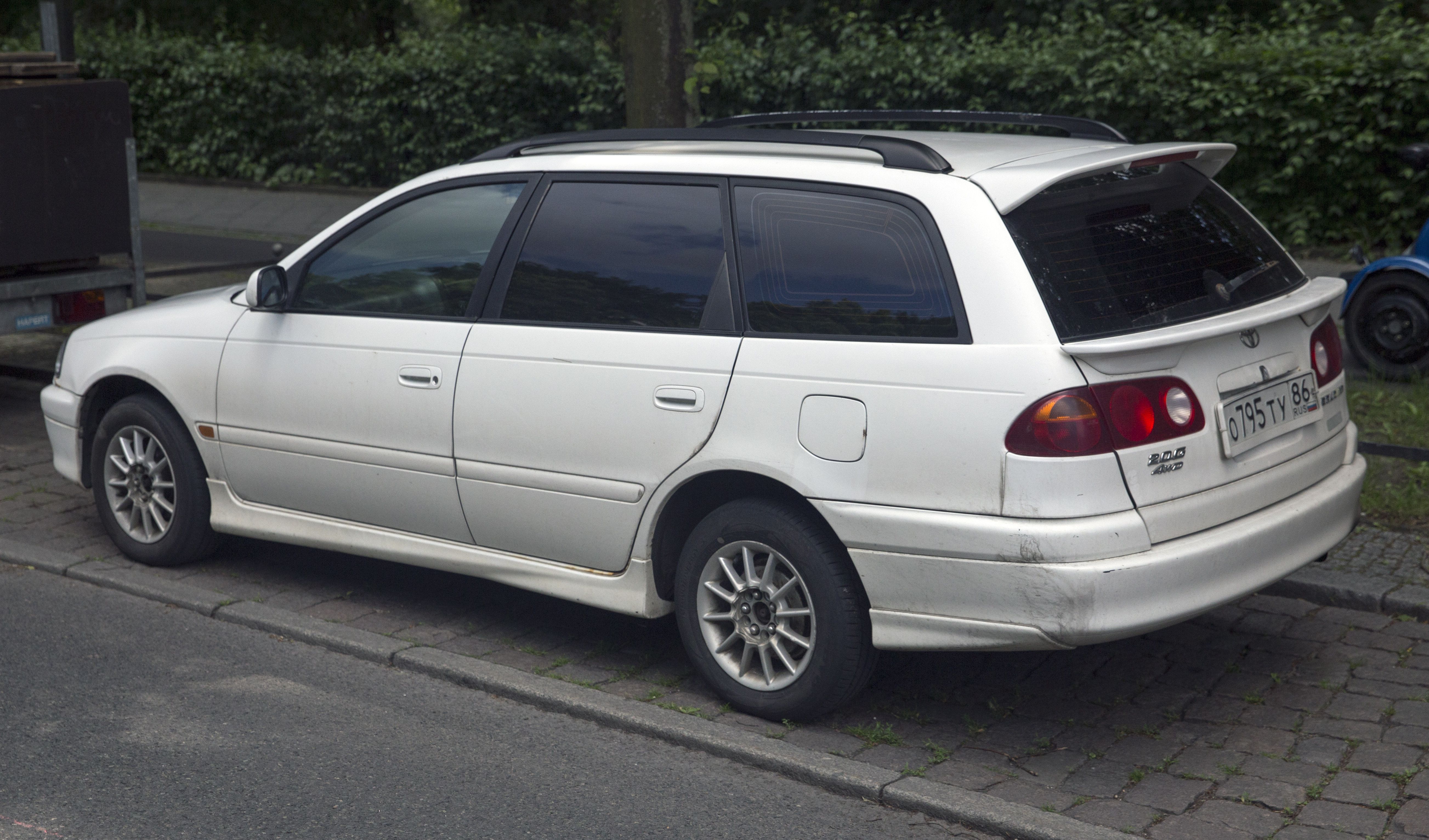
Heckansicht
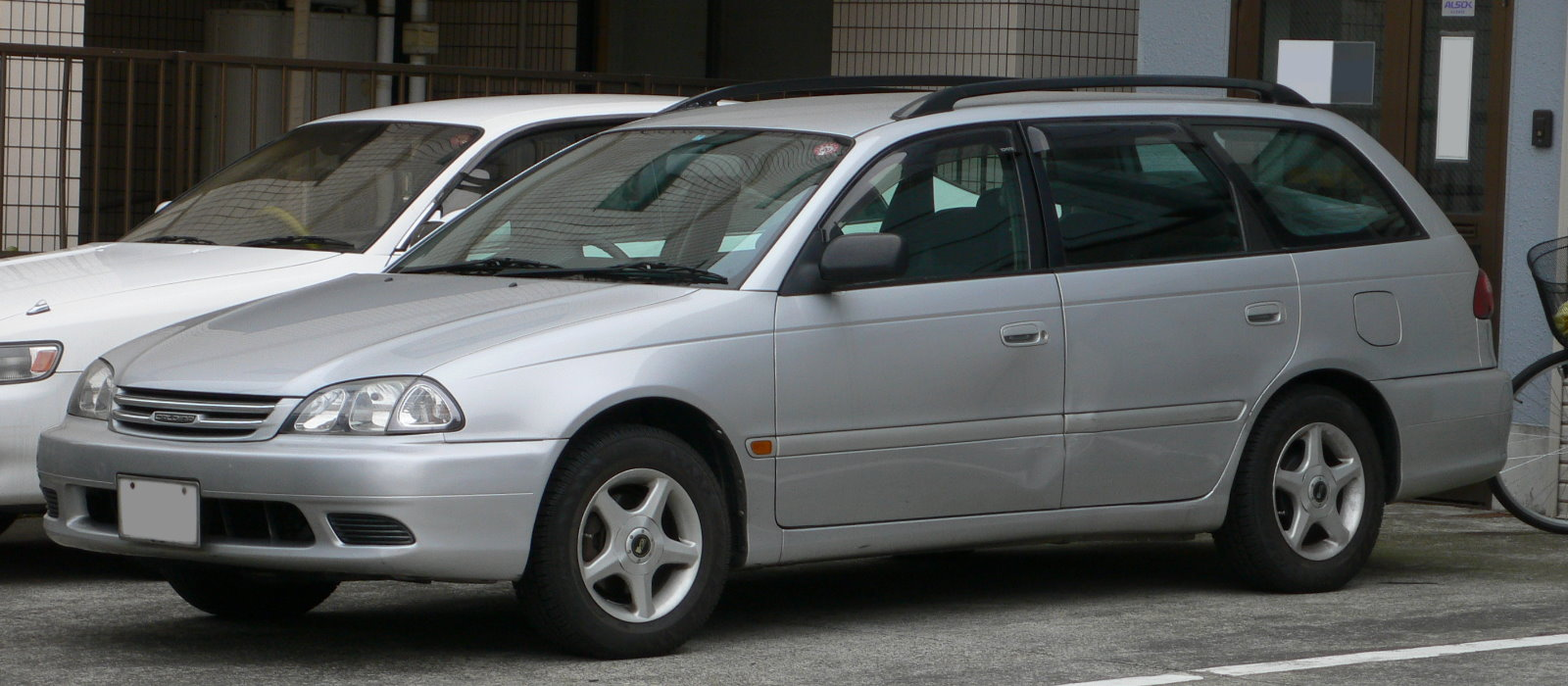
Facelift (2000)
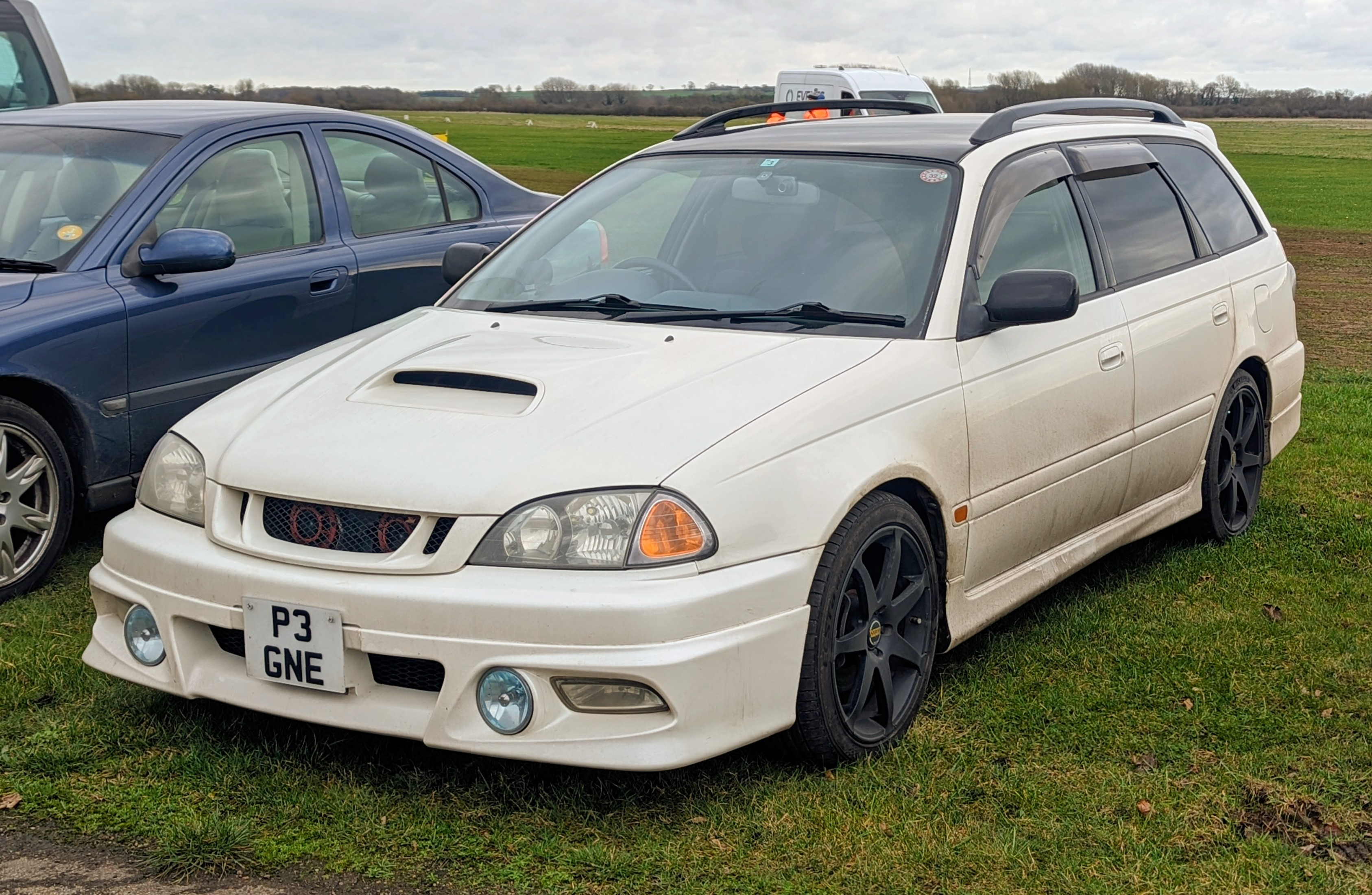
Toyota Caldina GT-T Facelift (2000)
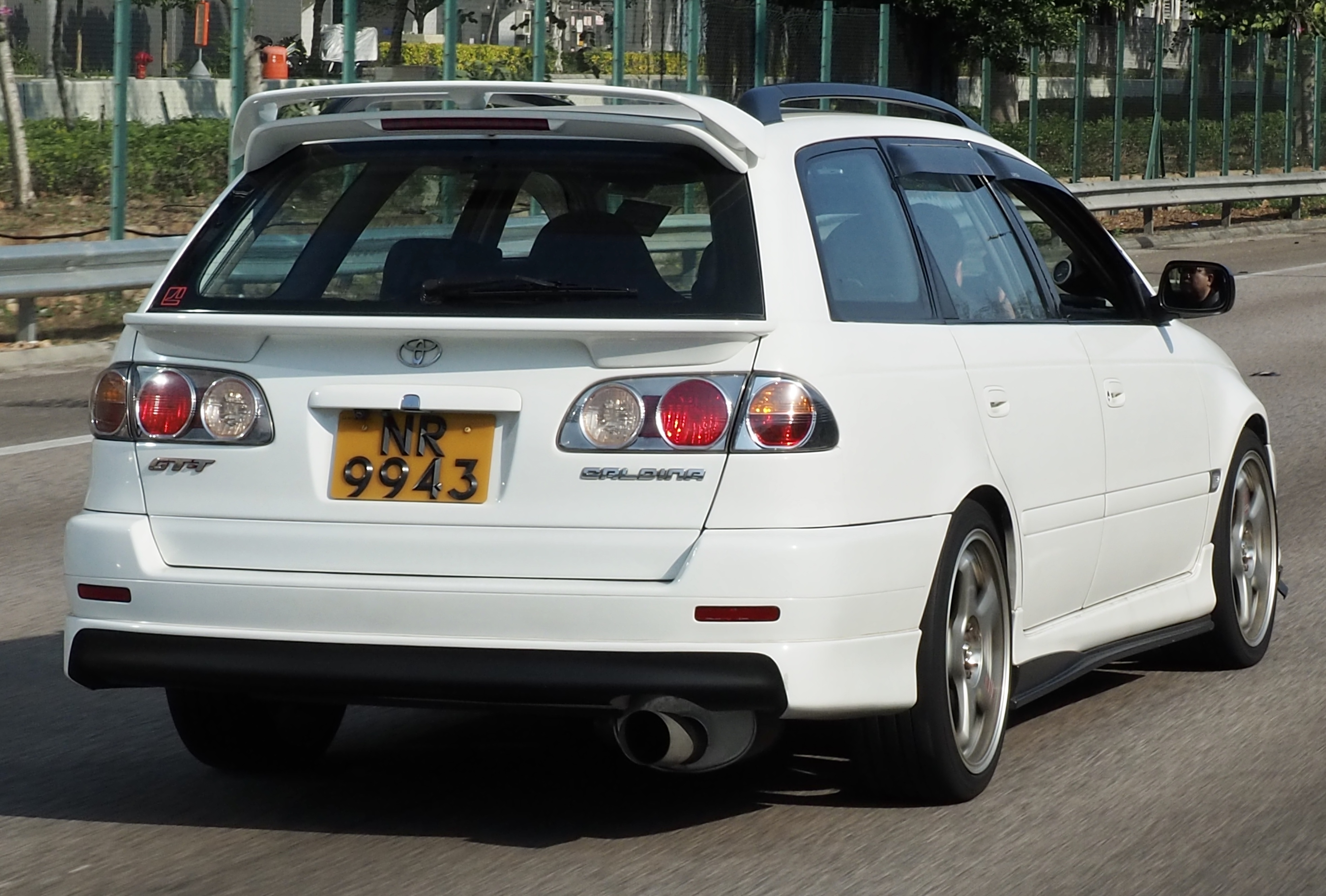
Heckansicht

## Dritte Generation (2002–2007)
Der ganz neue Caldina im September 2002 war ein reiner eigenständiger Sportkombi, dessen Karosserie nichts mehr mit den Modellen Allion, Premio oder Avensis gemein hat.
Die Motoren für den neuen Caldina waren der 1,8 l-R4, Typ 1ZZ-FE, der 2,0 l-R4, Typ 1AZ-FSE und der 2,0 l-R4-Turbo, Typ 3S-GTE. Die Ausstattungsvarianten hießen 1.8 X, 1.8 Z, 2.0 Z, 2.0 ZT und 2.0 GT-Four. In den Jahren 2005 bis 2007 gab es nochmals ein überarbeitetes Modell mit kleineren Änderungen. Alle Modelle hatten serienmäßig ein Automatikgetriebe und den GT-Four gibt es nur mit Tiptronic. Alle haben eine Fuß betätigte Feststellbremse.
Nach der Einstellung des Celica war der Caldina eines der sportlichsten Toyota-Modelle in Japan.

Die Fertigung des Caldina der 3. Generation endete 2007. Auch der 3S-GTE-Motor und die Bezeichnung GT-Four fielen aus dem Modellprogramm.

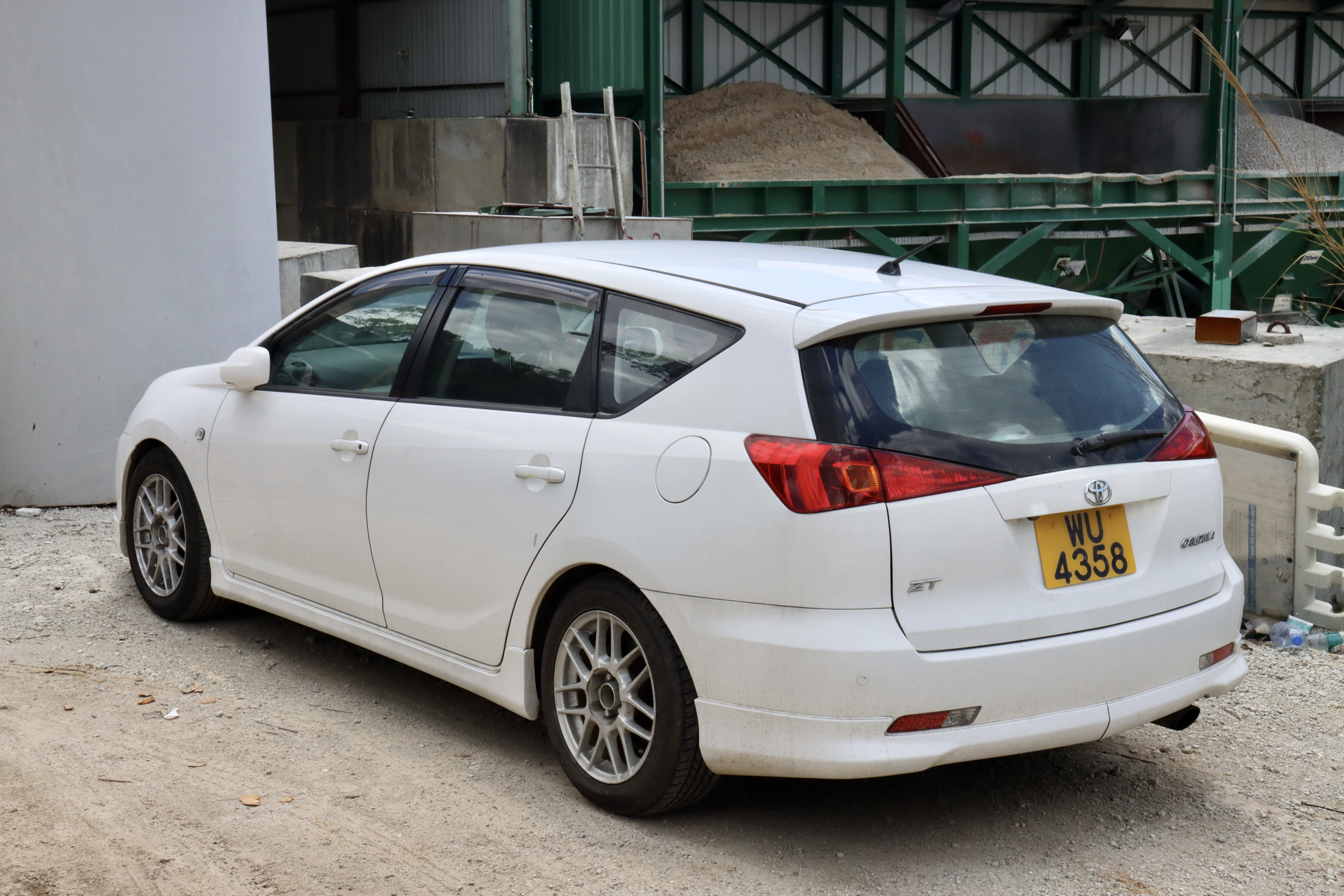
Heckansicht
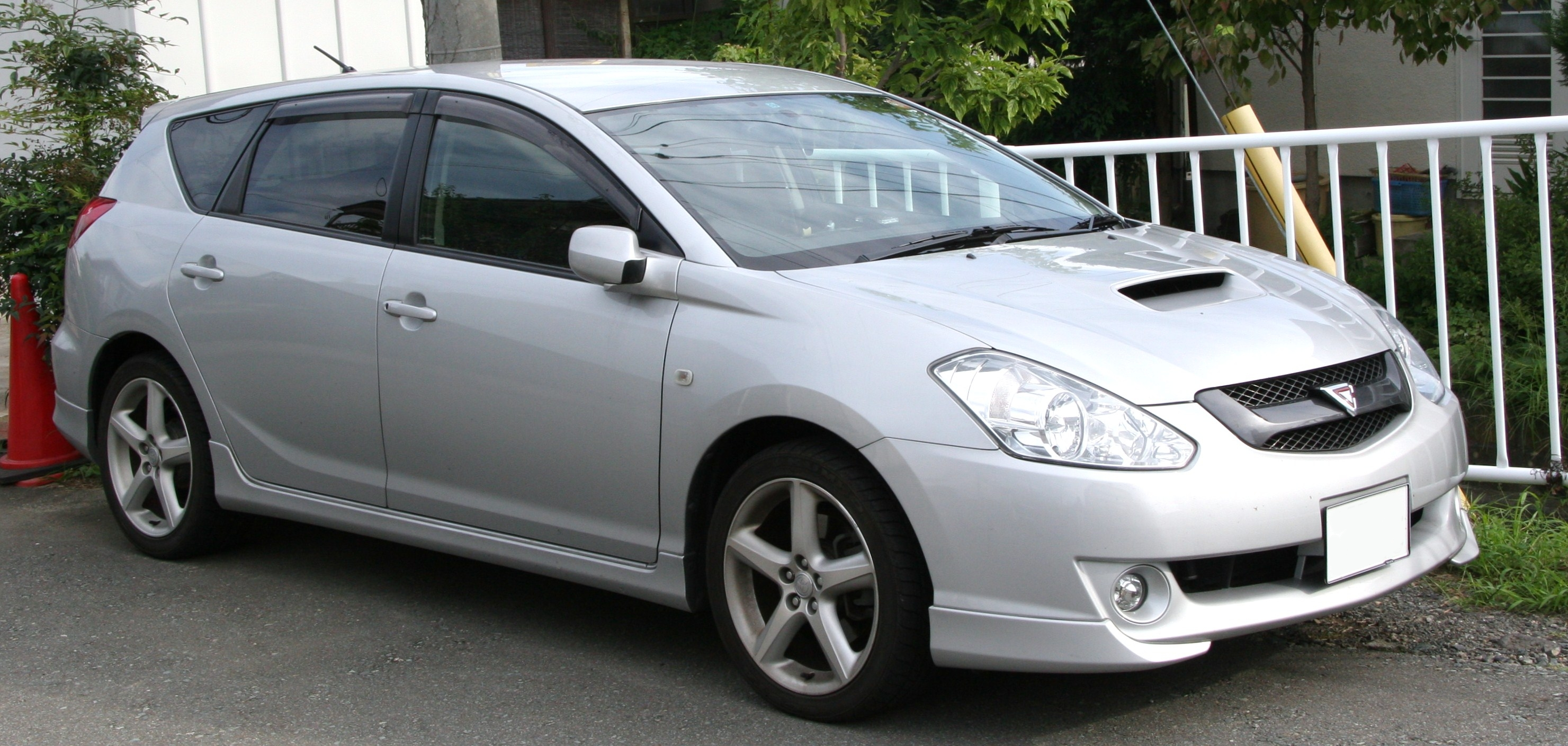
Toyota Caldina GT-Four
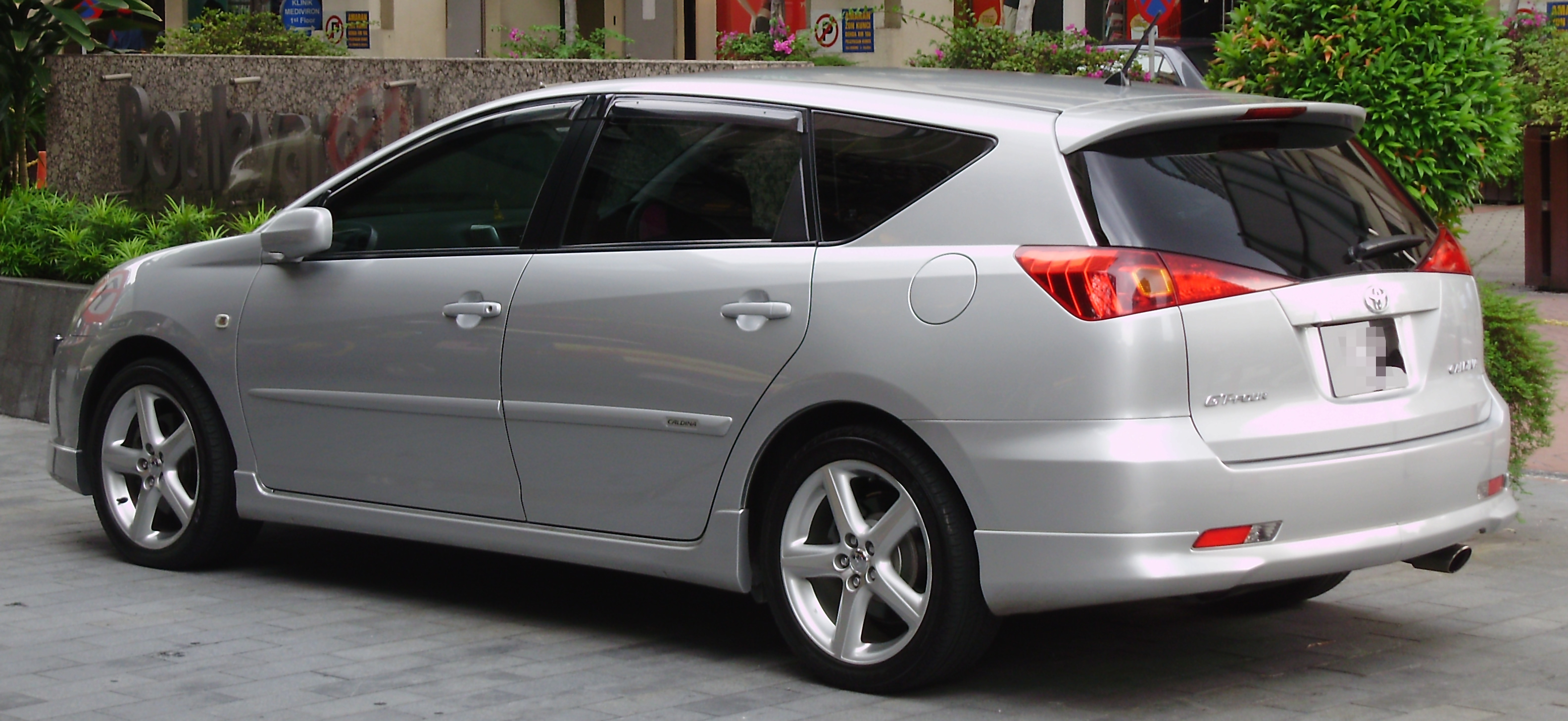
Heckansicht
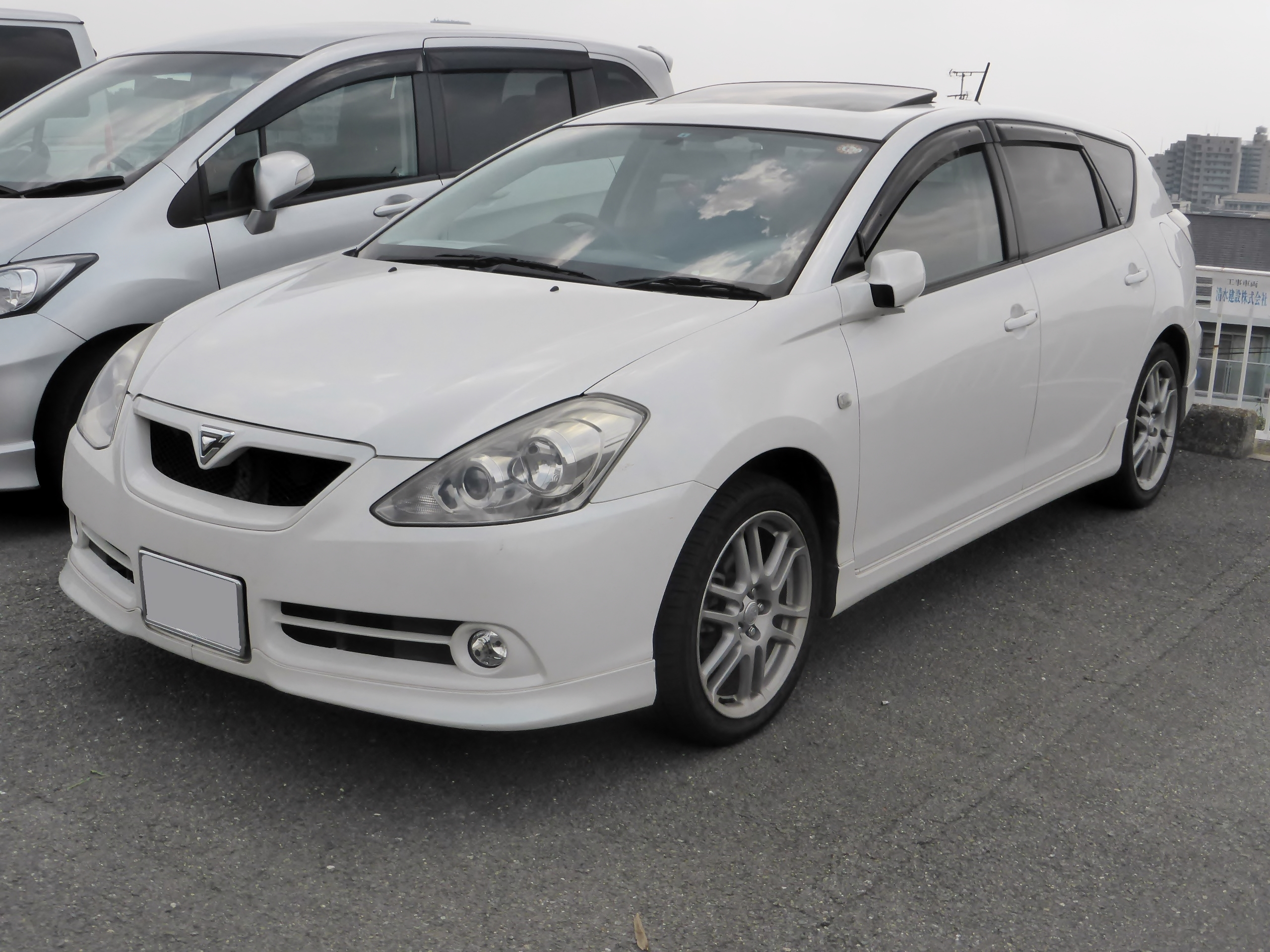
Facelift (2005)
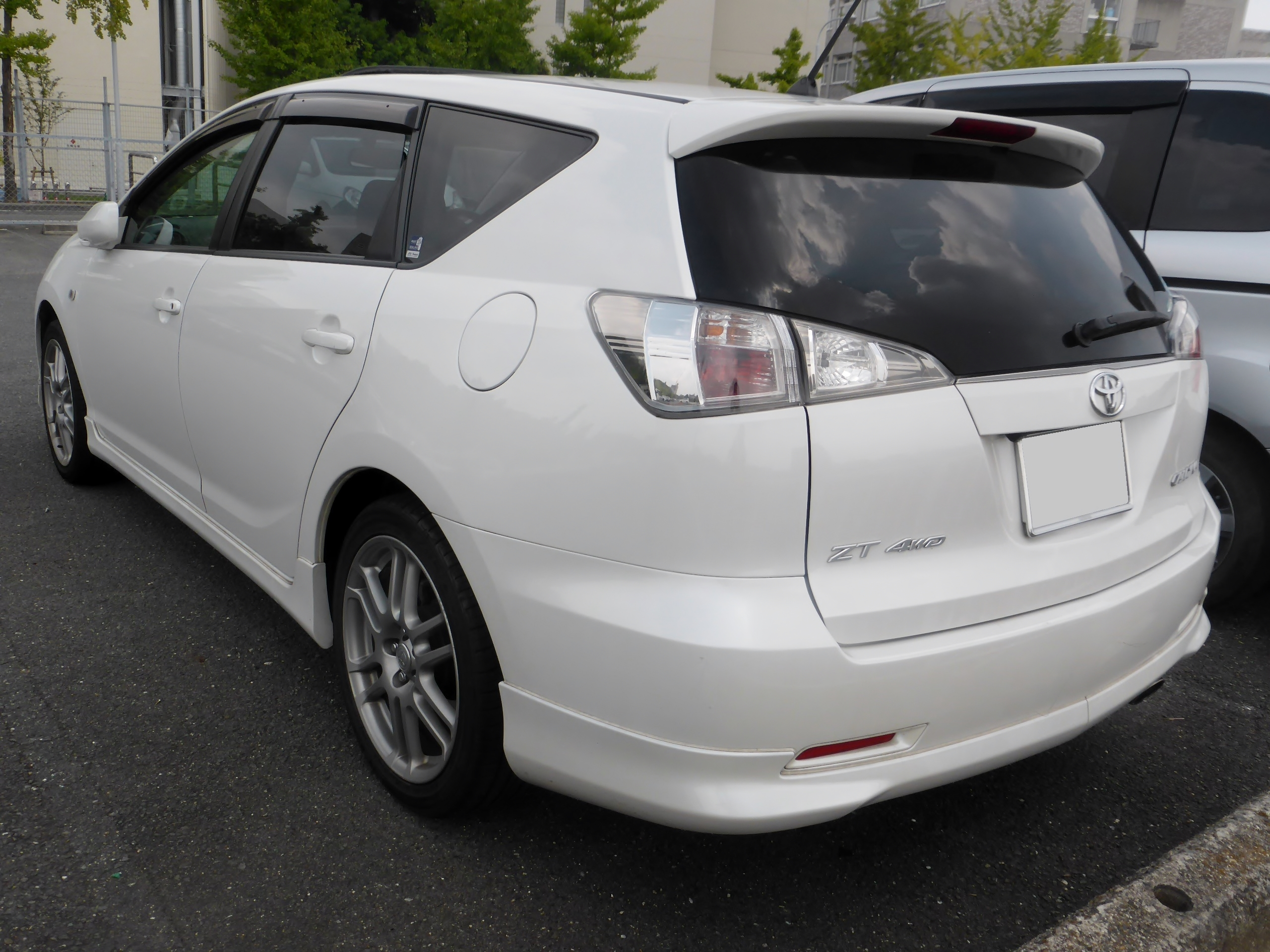
Heckansicht